# Indagini di un cane
Indagini di un cane (Forschungen eines Hundes) è un racconto del 1922 dello scrittore di lingua tedesca Franz Kafka; viene pubblicato per la prima volta nella raccolta postuma del 1931 intitolata Durante la costruzione della muraglia cinese a cura dell'amico nonché esecutore testamentario Max Brod. Raccontata dal punto di vista di un cane, la storia riguarda la natura e gli intrinseci limiti della conoscenza, attraverso le indagini dell'animale protagonista riguardanti le proprie pratiche culturali. 
Scritto da Kafka tra il settembre e l'ottobre 1922, subito dopo aver abbandonato definitivamente il lavoro al romanzo - rimasto così incompiuto - Il castello; similmente ad altre delle sue storie (come Una relazione per un'Accademia, La tana e Josefine, la cantante, ossia il popolo dei topi), anche qui a parlare non è un essere umano bensì un animale. La ricerca della conoscenza da parte del cane è destinata a fallire in quanto incapace di riconoscere un fatto basilare, cioè l'esistenza degli uomini.

## Trama
Il narratore, un vecchio cane privo di nome, si mette a raccontare in maniera favolistica ma allo stesso tempo come fosse un saggio psicologico tutta una serie di episodi riguardanti la propria vita passata, all'interno dei quali vengono utilizzati metodi razionali e quasi scientifici per risolvere alcune tra le questioni fondamentali della sua esistenza; questioni le quali erano state lasciate senza alcuna risposta dagli interlocutori di allora della sua stessa specie.
Molte delle descrizioni, così apparentemente assurde, impiegate dal narratore esprimono gli equivoci e la confusione ch'egli ha circa il mondo e la sua realtà; la maggior parte incentrate sull'incapacità del cane di comprendere (o la riluttanza a riconoscere) l'esistenza dei suoi legittimi padroni umani. La sua ricerca non potrà così che risultare del tutto vana e futile: finisce con l'ammettere la propria incompetenza ed accetta di continuare a lasciarsi guidare dall'istinto il quale conduce tuttavia ad una libertà limitata.

## Approcci interpretativi
Ogni difficoltà di conoscenza e risoluzione dei problemi del cane derivano dal fatto che non è in grado di riconoscere gli esseri umani e l'impatto che questi hanno sulla sua razza: se alla fine viene indicata la fragile libertà derivante dal senso dell'istinto, ecco che il narratore sembra percepire quella libertà appartenente a cani selvatici. Allo stesso tempo però egli continua a rimanere all'oscuro di quanto la propria libertà personale sia davvero stata limitata. Il fallimento di ogni comprensione tramite la ragione è esplicitamente incluso nel racconto.